# Иван (фильм, 1982)
«Иван» — советский телефильм 1982 года режиссёра Виталия Дудина.

## Сюжет
Ивана Ивановича Климовича в деревне по отчеству никто не называет — просто Иван — всю жизнь проработав в колхозе плотником, он для всех обычный простой добрый дед, который везде и всем помогает, и ни в чем не отказывает, а иногда и проявляет в подпитии свои чувства к бывшему полицаю-односельчанину, в результате чего получает «нагоняй» от своей жены-ворчуньи Марьи.
Как-то приходит загадочная повестка из военкомата, и жена, думая, что это из-за оформления пенсии, собирает мужа Ивана в город.
Во время Великой Отечественной войны Иван был на фронте, но после тяжёлого ранения и излечения в госпитале признан негодным и комиссован, вернулся в родной колхоз. И только теперь, спустя тридцать лет, выяснилось, что тогда награждён он был орденом Красного Знамени…
Спустя много лет в канун праздника Дня Победы вспомнили о его давних подвигах и вызвали в военкомат — награда нашла своего героя. Ивану Ивановичу торжественно вручает орден первый секретарь райкома, он выступает с рассказами о войне, пионеры ему дарят модель парусника, о нём пишут в газете.
Когда же он возвращается в деревню, ему не верят, что там он получал свою награду, ни жена, ни односельчане, ни даже участковый… Доходит все до насмешек и шуток и нагоняя от жены за то, что пропадал долго в райцентре. Иван Иванович не обижается, и не собирается что-то доказывать. И лишь некоторое время спустя Марья случайно находит в серванте орденскую книжку.

Лично мне видится герой — прежде всего совестливый, потому что совесть — самая большая преграда мещанству, демагогии, изворотливости. Мой Иван — человек предельно искренний, чистый. Это кряжистый мужик, хороший плотник, который ни от какой работы не откажется. Человек скромный.— исполнитель роли Ивана актёр Анатолий Папанов

## В ролях
- Анатолий Папанов — Иван Иванович Климович
- Галина Макарова — Марья, его жена
- Фёдор Шмаков — Фёдор
- Валерий Филатов — участковый милиционер
- Виктор Гоголев — Гришка, сосед Ивана
- Валерий Бусыгин — Петька
- Нина Розанцева — Зинка, продавщица в сельмаге
- Виктор Тарасов — военком
- Ростислав Шмырёв — капитан из военкомата
- Александр Денисов — первый секретарь райкома
- Валентин Букин — Кузьма, колхозник
- Николай Юдин — Петрович

## Съемочная группа
- Автор сценария: Анатолий Кудрявцев
- Режиссёр-постановщик: Виталий Дудин
- Оператор-постановщик: Анатолий Зубрицкий
- Художник-постановщик: Юрий Альбицкий
- Звукооператор: В. Суходолов
- Музыкальное оформление: А. Сигалова

## Фестивали и награды
- Х Всесоюзный фестиваль телевизионных фильмов (1983 год, Алма-Ата) — Приз за лучшую мужскую роль (А. Папанов).